# Siberia (opéra)
Pour les articles homonymes, voir Siberia.
Siberia est un opéra en trois actes d'Umberto Giordano sur un livret de Luigi Illica, créé à Milan en 1903.
C’est Luigi Illica, l’un des librettistes les plus importants de la Giovane Scuola, qui suggéra à Umberto Giordano de mettre en musique La Donna, l’amante, l’eroina, comme s’intitulait alors Siberia. Le contrat fut signé avec l’éditeur milanais Sonzogno en mars 1900 et la composition s’acheva dans la seconde moitié de l’année 1903. Le roman Résurrection de Tolstoï, paru en 1899, fut évoqué comme source d'inspiration tout comme les ouvrages de Dostoïevski, notamment Souvenirs de la maison des morts.

## Historique

### Création
La première représentation a eu lieu le 19 décembre 1903, au Teatro alla Scala de Milan, sous la direction du chef d'orchestre Cleofonte Campanini (it). La première représentation à Paris, en italien, a eu lieu au Théâtre Sarah Bernhardt le 4 mai 1905, dans le cadre d'un festival de l'opéra italien, destiné à faire connaître les œuvres récentes de la jeune école italienne tels que Ciléa (Adriana Lecouvreur le 2 mai), Mascagni (l'amico Fritz le 9 mai), Leoncavallo (Zaza le 22 mai) et Umberto Giordano avec Siberia le 4 mai et Fedora le 13 mai. La première représentation à l'Opéra de Paris, sur la base d'une adaptation française de Paul Milliet, eut lieu le  9 juin 1911,. La première représentations aux États-Unis a eu lieu le 31 janvier 1906 à La Nouvelle-Orléans, à l'Opéra français. C'est le chef d'orchestre Cleofonte Campanini qui dirigea également la première à New York à l'opéra de Manhattan, le 5 février 1908. L'œuvre a ensuite été révisée par Umberto Giordano qui a retouché la partition pour les représentations données au Teatro alla Scala en 1927.

### Reprises
Par la suite, Siberia devient rare sur les scènes. L'œuvre est reprise à nouveau pour le quatre-vingtième anniversaire d'Umberto Giordano en 1947 et connaît une relative renaissance à partir de la fin du XXe siècle. En 1990, Siberia est ainsi joué pour la première fois en Russie à Krasnoïarsk avant d'être repris à l'opéra Hélikon de Moscou en 2006, sous la direction de Vladimir Ponkine, dans une mise en scène de Dmitri Bertman (en). L'Hélikon fêtait son vingtième anniversaire avec cette œuvre surnommée « la traviata russe » et était alors en travaux ce qui conduisit les représentations à se tenir dans une annexe située sur l'Arbat. Siberia dans la même mise en scène, mais sous la direction de Constantin Tchoudovski fera l'objet d'une captation en 2016 lors de la reprise dans la salle restaurée de l'Hélikon sur la Bolchaïa Nikitskaïa.
En 1999, c'est au tour du festival lyrique de Wexford en Irlande de proposer une mise en scène de Siberia sous la direction de Daniele Callegari.
L'édition 2003 du Festival de la vallée d'Itria organise à son tour deux représentations les 8 et 10 août, suivies d'un enregistrement, qui contribuèrent à la redécouverte de l'oeuvre en Italie. 
Le Festival de Radio-France Occitanie Montpellier en donnait une version concert en 2017 dans le cadre de la redécouverte des oeuvres rares, sous la direction de Dominique Hindoyan avec Sonya Yoncheva dans le rôle-titre,.
En juillet 2021, Siberia revient en Italie, au Maggio Musicale Fiorentino, sous la direction de Gianandrea Noseda et dans une mise en scène de Roberto Andò, avec à nouveau dans le rôle-titre Sonya Yoncheva
Le Festival de Bregenz reprend à son tour l'oeuvre en Août 2022, avec l'orchestre symphonique de Vienne sous la direction de Valentin Uryupin, dans une mise en scène de Vasily Barkhatov, avec Ambur Braid dans le rôle de Stephana. Un DVD sort chez Unitel en 2023.

## Distribution des rôles
| Rôle                                       | Tessiture     | Distribution de la première à Milan le 19 décembre 1903 Chef d'orchestre : Cleofonte Campanini Chef de chœur : Aristide Venturi Mise en scène : Angelo Parravicini, Vittorio Rota, Luigi Sala er Carlo Songa | Distribution de la première (avec une troupe italienne) à Paris, 4 mars 1905 au Théâtre Sarah-Bernhardt Chef d'orchestre : Cleofonte Campanini | Distribution de la Première à Paris, le 9 juin 1911 au Théâtre de l'Opéra (Palais Garnier) dans la version française. Mise en scène de Paul Stuart Chef d'orchestre : Paul Vidal. |
| ------------------------------------------ | ------------- | --- | --- | --- |
| Stephana                                   | soprano       | Rosina Storchio | A. Pinto | Lina Cavalieri |
| La jeune fille                             | soprano       | Emma Trentini | | Jeanne Hagoun, dite Campredon |
| Prince Alexis                              | ténor         | Oreste Gennari | Giovanni Genzardi | Dubois |
| Gleby                                      | baryton       | Giuseppe De Luca | Tita Ruffo | Henri Dangès |
| Vassili                                    | ténor         | Giovanni Zenatello | Amedeo Bassi | Lucien Muratore |
| Nikona                                     | mezzo-soprano | Palmira Maggi | | Gabrielle Lejeune |
| Ivan                                       | ténor         | Emilio Venturini/Gaetano Pini-Corsi | | Revol |
| sergent                                    | ténor         | Emilio Venturini | | Revol |
| Ipranivick, le Cosaque                     | ténor         | Federico Ferraresi | | Nansen |
| Walitzin                                   | baryton       | Vittorio Pozzi-Camola | | Joachim Cerdan |
| Walinoff, le gouverneur                    | baryton       | Vittorio Pozzi-Camola | | |
| Miskinski, le straroste, l'invalide        | baryton       | Antonio Pini-Corsi | | Pierre Triadou (l'invalide) / Carrie (Miskinski) |
| Le commissaire, le capitaine, l'inspecteur | basse         | Antonio Volponi | | Lequien (le capitaine)/ Michel Ezanno (l'Inspecteur) |

## Synopsis
L'histoire se situe en Russie dans la première moitié du XIXe siècle.

### Acte 1: La femme (la donna)
Saint-Pétersbourg, août, lors de la Fête de la Saint-Alexandre, dans la rotonde de l'élégant palais du prince
Stephana est la maîtresse du prince Alexis qui habite un élégant palais. Séduite par le scélérat Gleby, elle a été vendue au prince et vit d'une pension que lui a accordée le prince. Mais Stephana aime Vassili, un lieutenant avec qui elle est relation, tout en la croyant simple ouvrière, leurs rencontres sont en effet toujours clandestines. À l'occasion d'un appel sous les drapeaux, Vassili pénètre dans le palais pour faire ses adieux à Stephana et découvre son véritable statut de courtisane, sans que, pour autant, son amour pour elle ne soit remis en cause. Le prince Alexis arrive alors et les surprend, exigeant aussitôt une explication qui tourne au duel au cours duquel Vassili tue le prince avec son épée. Il est aussitôt arrêté.

### Acte 2: L'amante
La frontière entre la Russie et la Sibérie en hiver, à mi-chemin entre Omsk et Kolyan.
Une colonne de prisonniers avance à pied dans la neige sur le chemin qui mène aux mines où ils sont condamnés aux travaux forcés. Parmi eux se trouve Vassili presque épuisé et  désespéré. Un groupe de femmes et d'enfants attend le long de la route pour dire adieu aux prisonniers. Stephana arrive dans un traîneau, elle a tout quitté pour rejoindre son bien-aimé sans craindre le destin qui l'attend. Elle refuse d'écouter les supplications de Vassili tentant de la convaincre de rebrousser chemin. Au contraire, elle accompagne les prisonniers, renonçant à la vie luxueuse qu'elle a menée jusqu'à présent. Ils marchent tous les deux dans l'immensité de la Sibérie.

### Acte 3: L'héroïne (l'éroica)
A l'intérieur du centre de détentions des forçats dans les mines du Trans-Baïkal à la veille de Pâques russe, samedi saint.
En raison des festivités à venir, les prisonniers sont autorisés à organiser une fête. Stephana profite de l'occasion pour élaborer un plan d'évasion pour elle et son amant mais le scélérat Gleby est arrivé au camp de prisonniers condamné pour l'un de ses nombreux crimes. Il reconnaît aussitôt Stephana et l'insulte devant tout le monde, y compris Vassili, qui essaie de la défendre mais est arrêté par les autres détenus. La cloche de l'église sonne et les prières commencent. Dans la nuit, Vassili et Stephana mettent à exécution leur plan d'évasion, mais Gleby donne l'alerte, les troupes poursuivent les prisonniers et un coup de feu se fait entendre, ils ramènent Vassili et portent Stephana, qui a été blessée, elle fait ses adieux à Vassili et meurt dans ses bras.

## Structure musicale, grands airs

### Acte 1
Un chœur de moujiks intervient dès le début de l'œuvre pour entonner hors scène depuis les coulisses, un air qui s'amplifie peu à peu « Godi dunque il suo sole, se c'e sole, Godi la luna, se la luna c'e, e vita la anche se tua che, se Dio vuole, c'e ultima la morte anche per te » (« Profite donc du soleil, s’il y a du soleil ; profite de la lune, s’il y a une lune ; et profite de ta vie aussi, car, si Dieu le veut, il y a aussi la mort au bout pour toi »). L'air suivant, orchestral, est rapide pour souligner l'anxiété de la bonne Nikona qui ne voit pas revenir sa maitresse et échange avec Ivan, le majordome, dans un duo rapide. 
Puis Gleby intervient pour savoir où est Stephana avant d'entonner sa "Mattinata",« O bella mia », avec reprise des chœurs. Stephana arrive et entonne rapidement le très beau « Nel suo amore rianimata la coscienza ritrovai ». Les échanges se font vifs et incisifs entre Gleby qui menace Stephana et cette dernière qui défend son amour ( « E'Gleby » ) avant un duo plus suave, lyrique et tendre où Alexis chante son amour pour Stephana « Ogni giorno in me amore si fa gigante », où l'orchestre accompagne le couple de quelques notes évoquant le folklore russe.    
L'arrivée de Vassili est l'occasion d'un duo avec Nikona dont l'air « Signora nel ricamo », où Vassili parle de lui, de sa mère et de son amour qu'il croit pauvre. L'arrivée de Stephana est l'occasion du duo passionné « Sei giovane soldato/A mi parle d'oblio ».    
Après la scène finale où il tue Alexis lors de leur combat, Vassili, désespéré, termine par un « O gloria, addio » sur un aigu longuement tenu.    

### Acte 2
L'acte commence par un prélude très grave et très solennel, uniquement instrumental, qui reprend plusieurs thème de l'opéra et fait entendre aussi un bref extrait de la célèbre chanson russe Les Bateliers de la Volga. Une clarinette basse souligne le caractère lugubre et désolée de la Sibérie. Le choeur qui suit est plus enjoué, c'est celui des paysans et marchands qui guettent le passage de la colonne de prisonniers sur l'air « Buon di ». Suit l'air de le jeune fille (la fanciulla) qui raconte l'histoire de son père qu'elle veut voir une dernière fois « Di pel nome di cristo », avant le chœur des forçats chantant a capella « Malori ! Dolori ! » sur l'air des Bateliers de la Volga.
L'orchestre reprend ensuite tout doucement, avec des grondements de cordes, accompagnant la fin du chant. Les retrouvailles de Stephana et d'Alexis sont l'occasion d'un duo « La poloo-tappa della steppa d'Omsk » où les amants s'affirment leur amour. Vassili entonne ensuite un air solo « Orride steppe, torrida l'estate » qui reprend les principaux thèmes musicaux de Siberia, et se conclut par une solennelle mise en garde contre les duretés de la vie en Sibérie « Questa è la SIBERIA !
Torva è la miseria !
Bara mesta
di tetri scheletri
maledetta dal ciel ! »
Mais Stephana reprend « E'qui con te, il mio destin' » et l'acte s'achève sur un duo apaisé, accompagné par les chœurs, d'où surgit le temps de quelques mesures, à nouveau le thème des Bateliers.

### Acte 3
L'acte est introduit par les cors et l'orchestre sur un thème joyeux, puis par les chœurs féminins qui entonnent « Dalle nuvole ha il cielo snidato fuori ». La scène suivante est un échange entre divers personnages, le chœur des femmes et Stephana « O donne, dite... » puis entre Vassili, Stephana et l'inspecteur « Chi mai sara... ». L'air suivant est introduit par un roulement de tambour et un solo de clarinette basse, qui annonce l'arrivée du Gouverneur « Sua nobilta i gorvernatore ». Le duo qui suit est très agité, rapide et violent « Si, Gleby... », véritable confrontation vocale entre Gleby et Stephana où il cherche à l'attirer « Tutto, tutto riavrai, se tu mi segui ! ». L'air de Stephana « Infinito dolore » suit une brève introduction du chœur au sein duquel on distingue la voix de Vassili. Il se conclut sur un aigu « il trionfo dell’amore ! ». L'orchestre joue un interlude Allegro Moderato, assez joyeux accompagnant le retour des forçats qui ont cessé le travail, observant une pause, ce qui introduit la scène musicale suivante, échange entre plusieurs protagonistes, dont Vassili et Gleby « Or vedrete che scena... » puis « La conobbi quand' era fanciulla ». L'air suivant est une protestation violente de Vassili « Fiele ! Da un'ora » auquel répond l'air de Stephana « Ah se il fango.. » auquel Vassili répond « No, Stephana... ». La scène suivante est un duo tendu entre Gleby et Stephana « O bella mia... » suivi d'un air solo de Stephana, « Un giorno ebbe l'amor piena di me ». Un interlude dansant, orchestre et balalaïkas, annonce le dénouement, et l'acte se termine par l'air de Stephana « No piangere, sollevami...la parole sublime Liberta ! ».

## Discographie et vidéographie
- 1974 - Luisa Maragliano (Stephania), Amedeo Zambon (Vassili), Walter Monachesi (Glèby), Mario Guggia (Ivan), Plinio Clabassi (Il Governatore), Guido Mazzini (L’Invalido), version concertante enregistrée le 5 février 1974, orchestre et choeurs de la RAI de Milan, dir. Danilo Bernardinelli, MRF Records – MRF-118[20], puis réédition en deux CD,  Bongiovanni, 2004 puis 2013.
- 1999 - Stephana : Elena Zelenskaia, Vassili: Dario Volonte, Gleby: Walter Donati, Nikona: Claudia Marchi Il Principe Alexis/Il Cosacco: Massimo Giordano Walinoff/Il Governatore: Eldar Aliev La Fanciulla: Chloe Wright Ivan/Il Sergente: Darren Abrahams Il Capitano/L'Ispettore: Frantisek Zahradnicek Miskinsky/L'Invalido: Zbigniew Macias - direction musicale de Daniele Callegari - Wexford festival opera, saison 1999 -  CD CDNO1052
- 2004 - Stephana : Francesca Scaini,Vassili : Jeon-Won Lee, Gleby : Vittorio Vitelli. Orchestra Internazionale d'Italia, Bratislava Chamber Choir, direction musicale : Manlio Benzi, enregistré lors du festival de la Vallée d'Itria à Martina Franca les 8 et 10 Août 2003 (2 CD Dynamic, 2004. Recorded 2003).
- 2022 - Sonya Yoncheva : Stephana, Giorgi Sturua (Vassili), Caterina Piva (Nikona), Antonio Garés (Ivan), George Petean (Gleby), Caterina Meldolesi (la fanciulla), Giorgio Misseri (Il principe Alexis), Francesco Verna (l banchiere Mischinsky), enregistré le 7 Juillet 2021 à Florence, orchestre et choeur de la Maggio Musicale Fiorentino sous la direction de Gianandrea Noseda, mise en scène de Roberto Andò - 2 CD Dynamic[21].
- 2023 - Ambur Braid (Stephana), Alexander Mikhailov (Vassili), Fredrika Brillembourg (Nikona), Scott Hendricks (Gleby), Clarry Bartha (la jeune fille/la vieille femme), Omer Kobiljak (le prince Alexis), Manuel Günther (Ivan/le cosaque), Michael Mrosek (Miskinsky/l’invalide), Unnsteinn Árnason (Walinoff/le gouverneur), Stanislav Vorobyov (le capitaine/le garde), Rudolf Medňanský (le sergent). Orchestre symphonique de Vienne et Chœur philharmonique de Prague, dir. Valentin Uryupin, mise en scène : Vasily Barkhatov (enregistré au Festival de Bregenz en 2022). DVD Unitel.